# Joel Molina Ramírez
Joel Molina Ramírez (Tlaxcala, 1 de noviembre de 1942-Ibidem., 24 de octubre de 2020) fue un político mexicano, miembro del partido Movimiento Regeneración Nacional (Morena) y con anterioridad, del Partido Revolucionario Institucional (PRI). Fue, entre varios cargos públicos en su estado natal, secretario de Educación y senador, cargo este último que ocupó desde 2019 hasta el momento de su fallecimiento.[cita requerida]

## Reseña biográfica
Joel Molina Ramírez era profesor de educación primaria por la Dirección General de Educación Normal y Actualización del Magisterio. Miembro del Sindicato Nacional de Trabajadores de la Educación (SNTE), fue secretario general del comité de la Sección 31.[cita requerida]
Como miembro del PRI, participó en varias campañas tanto estatales (Tlaxcala) como federales. Gran parte de su carrera política la realizó vinculado con José Antonio Álvarez Lima, lo que lo llevó a ocupar los cargos de subdirector de la Policía Judicial, oficial mayor y subsecretario técnico de la Secretaría de Gobierno del estado, director de Pensiones Civiles y coordinador de programas estatales de desarrollo y, finalmente, Secretario de Educación de Tlaxcala de 1997 a 1999, durante la gubernatura de José Antonio Álvarez Lima.[cita requerida]
Siguiendo a Álvarez Lima, renunció a su militancia en el PRI y se unió a Morena, donde fue coordinador en Tlaxcala, y en 2018 fue postulado y electo senador suplente, siendo el senador propietario Álvarez Lima, en segunda fórmula por la coalición Juntos Haremos Historia. Fueron elegidos para las Legislaturas LXIV y LXV, de 2018 a 2024. Asumió la senaduría el 28 de febrero de 2019, al recibir licencia al cargo José Antonio Álvarez Lima para ser director del Canal Once.[cita requerida]
En el Senado, fue secretario de la Comisión de Seguridad Social e integrante de las de Comunicaciones y Transportes; de Desarrollo y Bienestar Social; de Estudios Legislativos, Segunda; de la Comisión para el Seguimiento a la Implementación de la Agenda 2030 en México, y de Puntos Constitucionales.[cita requerida]
El 24 de octubre de 2020, encontrándose en ejercicio del cargo de senador, perdió la vida a consecuencia de la enfermedad por coronavirus, tras lo cual se conoció que había participado en sesiones del Senado hasta el 20 de octubre del mismo año, tres días antes de fallecer.